# Richard Mélillo
Richard Mélillo (* 24. června 1959) je bývalý francouzský zápasník–judista.

## Sportovní kariéra
S judem začínal v Marseille. V roce 1983 si vítězstvím na francouzském mistrovství řekl o pozvánku do reprezentace a při své první účasti na velkém turnaji mistrovství Evropy v Paříži získal před domácím publikem titul mistra Evropy. V roce 1984 však prohrál olympijskou nominaci na olympijské hry v Los Angeles s Sergem Dyotem. V roce 1985 přestoupil do prestižního klubu L'ACBB na předměstí Paříže. V roce 1988 neuspěl v olympijské nominaci na olympijské hry v Soulu s Marcem Alexandrem. V dalších letech vypadl z užšího výběru reprezentace. Sportovní kariéru ukončil v roce 1992. Věnuje se trenérské práci.

## Výsledky
| Turnaj             | 1983       | 1984       | 1985       | 1986       | 1987       | 1988       |
| Turnaj             | 24         | 25         | 26         | 27         | 28         | 29         |
| Turnaj             | lehká váha | lehká váha | lehká váha | lehká váha | lehká váha | lehká váha |
| ------------------ | ---------- | ---------- | ---------- | ---------- | ---------- | ---------- |
| Olympijské hry     |            | —          |            |            |            | —          |
| Mistrovství světa  | 5.         |            | —          |            | —          |            |
| Mistrovství Evropy | 1.         | —          | 3.         | úč.        | 2.         | ?          |